# Bancroft Gherardi
Bancroft Gherardi jr. (San Francisco, 6 april 1877 – French River, 14 augustus 1941) was een Amerikaans elektrotechnicus, bekend van zijn pionierswerk op het gebied van telefoniesystemen in de Verenigde Staten.

## Biografie
Bancroft jr. was de zoon van Bancroft sr. en Anne Talbot (Rockwell) Gherardi. Zijn opleiding elektrotechniek volgde hij aan het Polytechnic Institute of Brooklyn in New York, en die sloot hij in 1891 af met een bachelordiploma. Aansluitend ging hij naar de Cornell-universiteit waar hij zowel zijn M.E. als M.M.E. behaalde in respectievelijk 1893 en 1894. Later, in 1933, ontving hij voor zijn wetenschappelijke verdiensten een eredoctoraat van het Polytechnic Institute of Brooklyn.
Hij begon zijn carrière in 1895 als assistent-technicus bij Metropolitan Telephone & Telegraph Co. waar hij kabels inspecteerde en testte. Drie jaar later, na de formatie van een afdeling verkeerstechniek werd Gherardi benoemd tot leidinggevend technicus. In 1901 werd Gherardi technicus bij de New York & New Jersey Telephone Co. Na de fusie van het bedrijf met de New York Telephone Co., in 1906, werd hij er assistent hoofd-engineer.
In 1907 stapte hij, op initiatief van de bedrijfsvoorzitter Theodore N. Vail, over naar de American Telephone & Telegraph Company. Hier vervulde hij diverse technische posities totdat hij uiteindelijk in 1920 werd benoemd tot vicevoorzitter en hoofdtechnicus van het bedrijf.

## Werk
Gherardi wordt algemeen erkend als een van de belangrijkste autoriteiten op het gebied van de telefonietechniek in het begin van de twintigste eeuw. Vooral zijn grensverleggende projecten zoals de transcontinentale telefoondienst in 1915 en de eerste trans-Atlantische radio-telefoondienst in 1927, waren van groot belang. Persoonlijk overzag hij de aanleg van de eerste telefoniekabel tussen New York en Newark die uitgevoerd was met Pupinspoelen ter verbetering van de communicatie-overdracht.

## Erkenning
Gherardi was lid van de "American Institiute of Electrical Engineers" (AIEE) en diende als diens voorzitter van 1927 tot 1928. Daarnaast was hij lid van de "United Engineering Society", de "American Society of Mechanical Engineers", de "American Standards Association", de "New York Electrical Society" en van het "Franklin Institute". In 1932 werd hij onderscheiden met de IEEE Edison Medal "voor zijn bijdragen op het gebied van telefoontechniek en de ontwikkeling van elektrische communicatie".